# Calimala
Calimàla (spesso normalizzata come via Calimala) è una strada del centro storico di Firenze, situata tra via Porta Rossa/piazza del Mercato Nuovo e piazza della Repubblica. La strada era il tratto sud dell'antico cardo romano di Florentia. Si innestano lungo il tracciato: via dei Lamberti e via Orsanmichele. 

## Storia

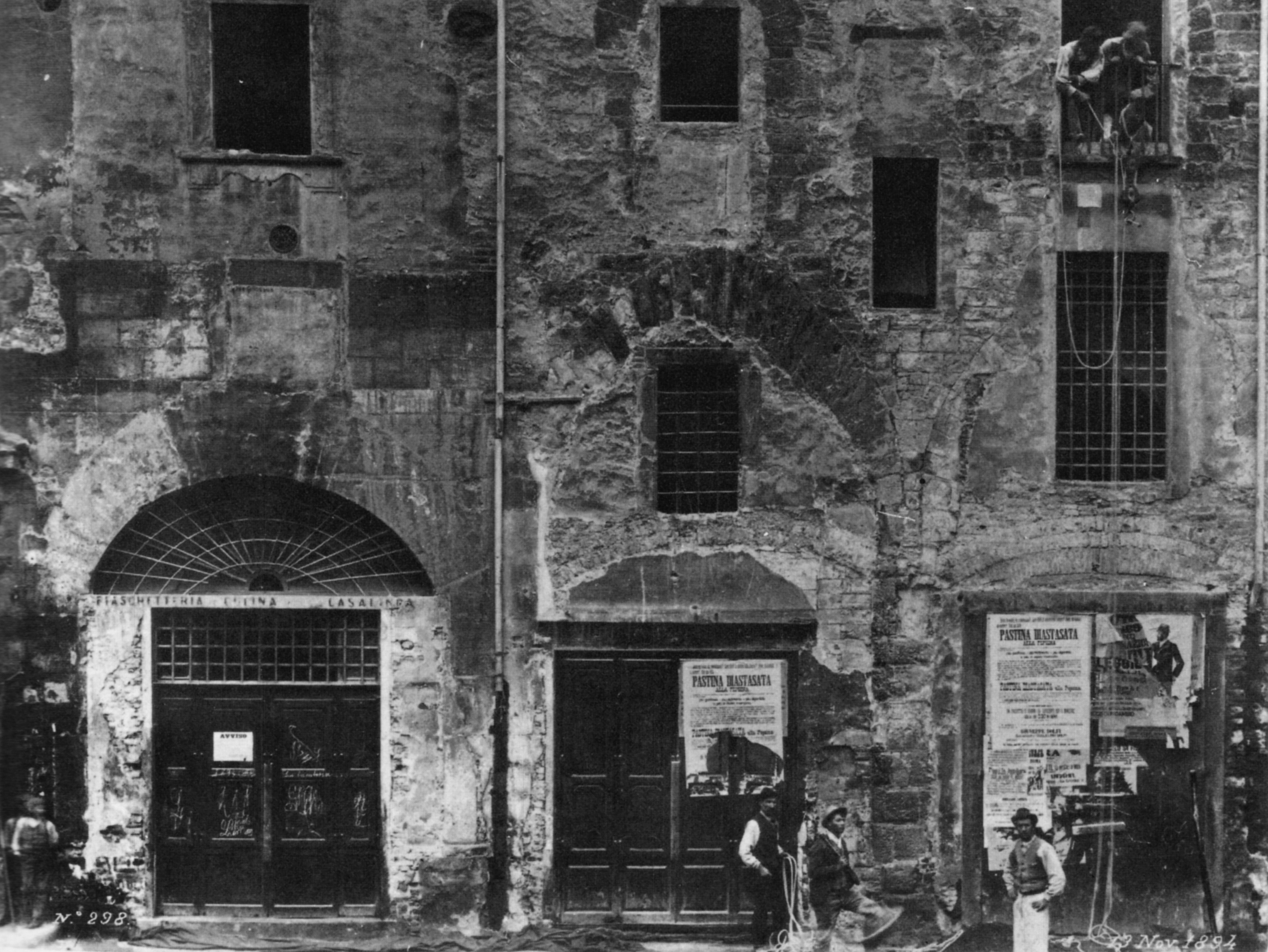
Botteghe storiche su via Calimala, poste a destra del palazzo dell'Arte della Lana

Il toponimo è antico e di significato oltremodo discusso. Calimala per alcuni deriverebbe dal latino Callis malus, cioè 'strada cattiva', per altri da Callis maius, cioè 'strada maggiore'. Ciò spiegherebbe l'omissione di 'via', poiché già nel nome ci sarebbe l'attributo di callis. Per altri ancora, ma con poca credibilità, Calimala deriverebbe da altre lingue, come il greco (Kalòs màllos, cioè bella lana con riferimento alle contrattazione dell'Arte dei Mercatanti, o ancora da Kalimèra, cioè "buongiorno") o addirittura l'arabo Kali che significherebbe "spirito", lo spirito con cui venivano trattate le lane e le altre merci. Il Bigazzi nelle Iscrizioni e memorie di Firenze lascia prudentemente al lettore la scelta tra una delle etimologie possibili, sia essa legata al latino malus, che porterebbe al malaffare o al meretricio, o al greco, che porterebbe a una forma di saluto. Sicuramente oggi prevale ll'interpretazione che vuole il termine derivare da Calle Maia, "strada grande". 
È certa l'importanza della via nella città antica, identificandosi con il cardo massimo della città romana, che andava a incrociare il decumano in prossimità del luogo dove è la colonna dell'Abbondanza, in piazza della Repubblica. Nel Medioevo mantenne la sua importanza, garantendo la comunicazione tra i due principali poli commerciali della città, il mercato Vecchio e il mercato Nuovo. Vi avevano sede la maggior parte delle botteghe dell'Arte dei Mercatanti, nota appunto anche come Arte di Calimala, ossia la corporazione che importava e lavorava le materie prime come la lana grezza dall'Inghilterra e dalla Francia, ma anche l'Arte della Lana aveva qui la sede di rappresentanza e botteghe. Queste botteghe, risalenti al XIII secolo in poi, avevano per lo più un grande ingresso coperto da tettoia per proteggere dalle intemperie, non esistendo anticamente le grondaie; per dare luce agli ambienti interni erano state aperte delle grandi finestre sopra le tettoie.
Tra le famiglie che qui ebbero le loro case ci furono i Compiobbesi, i Cavalcanti, i Malatesti, i Siminetti, i Nobili, i Bostichi.
Più volte la via fu danneggiata da gravi incendi. Nel 1304 Neri degli Abati, priore di San Pier Scheraggio, appiccò fuoco per vendetta alle case dei suoi consorti tra Orsanmichele e Calimala: nel propagarsi delle fiamme andarono bruciate circa millenovecento tra case e botteghe. Un altro incendio il 26 febbraio 1601 fece gravi danni tra la piazza del Mercato Nuovo e la chiesa di Sant'Andrea, lasciando illeso solo un tabernacolo della Madonna all'angolo con via Malborghetto: da allora la strada venne detta anche via del Fuoco. I proprietari della casa su cui sorgeva il tabernacolo, i Del Rosso da Signa, arricchirono l'immagine votiva di una cornice con un'iscrizione: 
DIE XXVI. FEBR. MDCI

YHS MARIA ANNO D. M. D. LXXXII

ENTRE IN TE VERGIN SANTA, ALZIAMO IL CIGLIO

E PRENDI IL PREGAR NOSTRO ET PER NOI PREGA

ETERNO IDIO TVO PADRE ISPOSO ET FIGLIO.
Secondo il Lastri esisteva poi un'iscrizione che ricordava l'incendio, dettata da Giovanni Battista Strozzi (il Bigazzi tuttavia non riusciva già più a leggerla, sia che fosse coperta dalla sporcizia della lastra a protezione dell'immagine sacra o sbiadita sul cartiglio in alto): «Arse, ruppe, spezzò l'orribile fuoco / fin qui volando; ma l'immagin pia / ogni poter troncogli in questo loco».
Di questa storia tuttavia ben poco oggi rimane nell'immagine complessiva della strada, essendo stata questa interessata dal progetto di risanamento dell'area del Mercato Vecchio, quando venne allargata (soprattutto a ovest) e raddrizzata, con il conseguente atterramento delle antiche fabbriche (negli anni 1893-1895, fatta eccezione, per questo tratto, del palazzo dell'Arte della Lana) e la costruzione di grandi palazzi in cui la tradizione poggiana si stempera a favore di un gigantismo, che ben poco deve allo stile locale e che molto attinge invece alle coeve esperienze a Roma.

## Descrizione
La strada continua ad essere una di quelle più frequentate, sia per la presenza di attività commerciali sia per il suo essere arteria pedonale di collegamento tra la zona del Ponte Vecchio, piazza della Repubblica e piazza Duomo. La carreggiata è pavimentata a lastrico, con ampi marciapiedi laterali. Una particolarità sono i riquadri per i "madonnari", opere estemporanee realizzate coi gessetti sul selciato: l'attività è regolata dal Comune. 

### Edifici
| Immagine | N°                        | Nome                              | Descrizione |
| -------- | ------------------------- | --------------------------------- | --- |
|          | 1                         | Palazzo Rossi Canevari            | L'edificio fu eretto sulle antiche case dei Cavalcanti e dei Malatesti nel 1896, su progetto dell'ingegnere Enrico Carcasson. Lo stile è quello consueto del tempo, riecheggiante modelli cinquecenteschi, con ricorsi e profusione di bugnato e comunque ricco e magniloquente. Sul fronte laterale affacciato su Porta Rossa presenta cinque piani per quattro assi, che riprendono il prospetto principale su Calimala. |
|          | 2                         | Palazzo degli Angeli              | Il grande palazzo (sette assi per quattro piani) sorge nella zona già segnata da antiche case delle famiglie Cavallereschi e Borromei, e risulta eretto su progetto dell'architetto Giuseppe Boccini nel 1892 come sede dei Grandi magazzini proprietà di Silvio Catastini. Nel 1921 fu acquistato dalla Società Cattolica d'Assicurazione. L'edificio si distingue dalle coeve architetture neocinquecentesche per l'intervento pittorico a monocromo che si dispiega su tutti i fronti, a fingere una decorazione a graffito. Nonostante il riferimento a una tecnica antica e tradizionale, non vi è qui l'intento di riproporre modelli rinascimentali ma, pur citando sfingi, grifi e mascheroni di eco manierista, di esprimere una sensibilità chiaramente tardo ottocentesca. Qui abitò, nei primi decenni del Novecento, Aldo Palazzeschi con la sua famiglia. |
|          | 3                         | Palazzo Paoletti                  | L'edificio risulta eretto nel 1895 su progetto dell'architetto Tito Bellini nel luogo dove anticamente era la residenza dell'Arte degli Albergatori, a definire, con la sua mole resa ancor più imponente dall'impiego del bugnato rustico, la cantonata tra via de' Lamberti e via Calimala. Al centro del piano nobile è il consueto terrazzo sotto il quale, dal lato di via de' Lamberti, è la scritta "Aedificata Anno Domini 1895". |
|          | 14r-22r                   | Palazzo dell'Arte della Lana      | L'originario edificio destinato a residenza dell'Arte della Lana fu eretto nel 1308, come attestano due iscrizioni latine presenti sui fronti dell'attuale palazzo (ambedue con scolpito in rilievo l'Agnus Dei proprio dell'insegna dell'Arte), inglobando una più antica torre della famiglia Compiobbesi. Acquistato nel 1890 dal Comune di Firenze fu ceduto nel 1903 alla Società Dantesca Italiana per le pubbliche letture ad illustrazione della Divina Commedia. Questa promosse un complesso intervento di restauro e ricostruzione della proprietà, oramai isolata a seguito dell'intervento di risanamento dell'area del Mercato Vecchio (1881-1895), in modo da trasformare l'antica torre dei Compiobbesi in un'architettura aderente all'idea che allora si aveva della Firenze trecentesca.                                                             |
|          | 23r-37r                   | Palazzo delle Giubbe Rosse        | È un edificio eretto su progetto dell'architetto Torquato Del Lungo, di sobria architettura, con il fronte principale su piazza della Repubblica. La porzione dell'edificio che guarda a via San Miniato fra le Torri ingloba i resti dell'antico palazzo dei Catellini da Castiglione, testimonianza delle fabbriche che un tempo segnavano questa zona della città. |
|          | piazza della Repubblica 1 | Sede storica del Banco di Sicilia | Situata all'imbocco della strada, ma con ingresso su piazza della Repubblica, la sede storica fiorentina del Banco di Sicilia venne costruita sul luogo di uno dei palazzi tardo-ottocenteschi realizzati all'epoca della creazione dell'attuale piazza. Quando fu costruito questo palazzo suscitò numerose polemiche, sia per la sua architettura moderna, priva di compromessi, con il chiaro risalto della struttura in cemento armato. Il progetto del palazzo attuale si deve all'ing. Cesare Pascoletti di Roma e risale al 1956, con termine dei lavori nel 1959. Dal 2005 vi è la sede cittadina del grande magazzino di abbigliamento (Zara). |

### Lapidi
Per essendo una strada antichissima e ricca di storia, nel rifacimento ottocentesco perse tutte quelle memorie di stemmi, pietrini e iscrizioni che dovevano un tempo ornarne gli edifici. Fa eccezione l'unico edificio preesistente ancora esistente, il palazzo dell'Arte della Lana, che su questo lato presenta due iscrizioni.
La prima sopra il fornice al 16 rosso mostra si trova uno stemma dell'Arte della Lana (con l'Agnus dei sormontato in capo dal lambello gigliato della Casa d'Angiò) e l'iscrizione:
| MCCCVIII: INDICTIŌE VII DIE XI:SEPTEMBRIS:DO MVS7CVRIA:ARTIS:LANE CIVITATIS:FLORENTIE |

Tradotto: "1308, indizione VII, 11 settembre. Casa e curia dell'Arte della Lana della città di Firenze".
La seconda è sul portale da cui si accadeva alla scalone buontalentiano:
| ARCHIVIVM HOC PERPETVITATI PVBLICORVM MONI MENTOR CONSERVANDÆ DICATVM SERENISS: COS: MED. EREXIT QVAPRIM. MAGNVS DVX HETRURIÆ SALV: TATVS REGIAQ. CARONA INSIGNITVS EST · M · D · LXIX · |

La traslitterazione in latino corrente è: "Archivium hoc perpetuitati publicorum moni mentorum conservanae dicatum Serenissumus Cosmus Medices erexit quaprimum Magnus Dux Etruriae salutatus regiaque corona insignitus est MDLXIX". Si può tradurre come: "Il Serenissimo Cosimo de' Medici fece edificare quest'archivio destinato a conservare per sempre i documenti pubblici allorché fu salutato come primo Granduca di Toscana e insignito di corona regia. 1569".